# AM-938
AM-938 je analgetik koji je kanabinoidni agonist. On je derivat HU-210 koji je supstituisan sa 6β-(3-hidroksiprop-1-inil) grupom. To dodaje "južnu" alifatičnu hidroksilnu grupu na molekul, tako da je AM-938 hibridna struktura između klasičnih i neklasičnih kanabinoidnih familija, sa 6-hidroksialkil lancom povećane krutosti usled prisustva trostruke veze. To daje AM-938 povećanu selektivnost.

## See also
- AM-4030

|  | Molimo Vas, obratite pažnju na važno upozorenje u vezi sa temama iz oblasti medicine (zdravlja). |